# Bolhovitinov DB-A
Bolhovitinov DB-A («Болховитинов Дальний Бомбардировщик — Академия» – "Bolhovitinov dalnij bombardišovščik - Akademija") je bil težki štirimotorni bombnik, ki so ga zasnovali v Sovjetski zvezi v 1930-ih. Prvi let je bil 2. maja 1935. 
DB-A so razvili kot naslednika TB-3. Nov bombnik je bil napreden za svoj čas. Imel je aerodinamično oblikovane linije in uvlačljivo pristajalno podvozje. Kljub temu, da je dokazal svoje sposobnosti, so zgradili samo 14 letal.
Imel je sorazmerno velik dolet - 4500 kilometrov.

## Specifikacije (DBA)
- Posadka: 8
- Dolžina: 24,4 m (80 ft 0-5/8 in)
- Razpon kril: 39,5 m (129 ft 7 in)
- Površina kril: 230 m2 (2476 ft2)
- Prazne teža: 16150 kg (35605 lb)
- Gros teža: 22000 kg (48500 lb)
- Motor: 4 × M-34FRN , 671,1 kW (900 KM) vsak

- Maks. hitrost: 316 km/h (196.4 mph)
- Dolet: 4500 km (2796 milj)
- Višina leta (servisna): 7730 m (25360 ft)

- Orožje:
- 4 x ŠKAS 7.62mm strojnice
- 1 x ŠVAK 20mm top
- 5000 kg bomb v notranjem prostoru